# Pseudechis guttatus
Pseudechis gutattus là một loài rắn trong họ Rắn hổ. Loài này được De Vis mô tả khoa học đầu tiên năm 1905.